# Institut für Kirchliche Zeitgeschichte des Kirchenkreises Recklinghausen
Das Institut für Kirchliche Zeitgeschichte des Kirchenkreises Recklinghausen (IKZG-RE) ist eine Einrichtung des Evangelischen Kirchenkreises Recklinghausen zur wissenschaftlichen Aufarbeitung der Geschichte des Kirchenkreises Recklinghausen sowie der Geschichte von Kirchenkreisen als der Mittelebene kirchlicher Verwaltung innerhalb und außerhalb der Landeskirche von Westfalen (bis 1945: Kirchenprovinz Westfalen in der evangelischen Kirche der altpreußischen Union). Es wurde 1990 auf Initiative des Regionalkirchenhistorikers Helmut Geck (1931–2010) und des damaligen Superintendenten Rolf Sonnemann (1940–1994) durch den Kirchenkreis Recklinghausen gegründet. Erster Leiter war Helmut Geck. Seit 2010 wird das IKZG-RE durch Albrecht Geck, Kirchenhistoriker in Osnabrück, geleitet.
Das IKZG-RE verfügt über eine Präsenzbibliothek zur allgemeinen Kirchengeschichte, zur westfälischen Kirchengeschichte, insbesondere der Kirchen- und Religionsgeschichte des Ruhrgebiets sowie zur Geschichte des Kirchenkreises Recklinghausen und seiner Gemeinden. Es ist organisatorisch verbunden mit dem „Archiv des Kirchenkreises Recklinghausen“ und dem „Recklinghäuser Kirchenkreismuseum“.
Das IKZG-RE kooperiert mit historischen Vereinen und Einrichtungen auf regionaler Ebene (Verein für Orts- und Heimatkunde; Institut für Stadtgeschichte Recklinghausen etc.), auf territorialer Ebene (Verein für Westfälische Kirchengeschichte, Institut für Westfälische Kirchengeschichte) und auf nationaler Ebene (Arbeitsgemeinschaft Deutsche Landeskirchengeschichte).
Das IKZG-RE veranstaltet in unregelmäßigen Abständen Studientagungen zur Erforschung der Geschichte von Kirchenkreisen. Die Tagungsergebnisse werden in der institutseigenen „Grünen Reihe“, dem Recklinghäuser Forum zur Geschichte von Kirchenkreisen (RFGK), veröffentlicht.
Während der Reformationsdekade und zum Reformationsjubiläum 2017 trat das IKZG-RE mit einem Sonderforschungsschwerpunkt zur visuellen Luthermemoria hervor. Höhepunkte dieser Arbeit waren eine mobile Ausstellung Von Cranach zur BILD-Zeitung. 500 Jahre Kirchen- und Kulturgeschichte im Spiegel von Lutherbildnissen sowie die Ausstellung Luther im Visier der Bilder, die das IKZG-RE in Kooperation mit dem Vestischen Museum der Stadt Recklinghausen durchführte.

## Veröffentlichungen

### Recklinghäuser Forum zur Geschichte von Kirchenkreisen ("Grüne Reihe")
- Helmut Geck (Hrsg.): Kirchenkreise – Kreissynoden – Superintendenten (= Recklinghäuser Forum zur Geschichte von Kirchenkreisen. Band 1). LIT-Verlag, Münster 2004.
- Helmut Geck (Hrsg.): Kirchenkreisgeschichte und große Politik. Epochenjahre deutscher Geschichte im Spiegel rheinischer und westfälischer Kreissynodalprotokolle (1918/19 – 1932/33 – 1945/46) (= Recklinghäuser Forum zur Geschichte von Kirchenkreisen. Band 2). LIT-Verlag, Münster 2006.
- Helmut Geck (Hrsg.): Der Kirchenkreis in der presbyterial-synodalen Ordnung (= Recklinghäuser Forum zur Geschichte von Kirchenkreisen. Band 3). LIT-Verlag, Münster 2008.
- Hermann-Ulrich Koehn: Protestantismus und Öffentlichkeit im Dortmunder Raum 1942/43–1955/56. Zur Interdependenz von Protestantismus und öffentlichem Leben in einer Zeit grundlegender politischer und gesellschaftlicher Umbrüche (= Recklinghäuser Forum zur Geschichte von Kirchenkreisen. Band 4). LIT-Verlag, Münster 2008.
- Günter Brakelmann, Peter Burkowski (Hrsg.): Auf den Spuren kirchlicher Zeitgeschichte. Festschrift für Helmut Geck zum 75. Geburtstag (= Recklinghäuser Forum zur Geschichte von Kirchenkreisen. Band 5). LIT-Verlag, Münster 2010.
- Albrecht Geck (Hrsg.): Kirche – Kunst – Kultur. Recklinghausen und darüber hinaus (= Recklinghäuser Forum zur Geschichte von Kirchenkreisen. Band 6). LIT-Verlag, Münster 2013.
- Albrecht Geck (Hrsg.): Das „Dreifachjubiläum“ im Evangelischen Kirchenkreis Recklinghausen. 500 Jahre Reformation – 200 Jahre Preußische Union – 110 Jahre Evangelischer Kirchenkreis Recklinghausen (= Recklinghäuser Forum zur Geschichte von Kirchenkreisen. Band 7). LIT-Verlag, Münster 2018.
- Günter Brakelmann: Die Geschichte des Kirchenkreises Bochum im 19. Jahrhundert (1818–1912). Ein Studien- und Lesebuch (= Recklinghäuser Forum zur Geschichte von Kirchenkreisen. Band 8). LIT-Verlag, Münster 2018.
- Sarah-Christin Leder: Das "Dattelner Abendmahl" (1923) und die Kreuzritterbewegung. Etienne Bachs christliche Friedensarbeit zwischen den Weltkriegen (= Recklinghäuser Forum zur Geschichte von Kirchenkreisen. Band 9). LIT-Verlag, Münster 2021.
- Günter Brakelmann: Bochumer Kirche im Luftkrieg 1939–1945. Eine Dokumentation (= Recklinghäuser Forum zur Geschichte von Kirchenkreisen. Band 10). LIT-Verlag, Münster 2020.

## Weblink
- ikzg-re.ekvw.de